# Сентиментальність
Сентимента́льність (від фр. sentiment — «почуття») — властивість психіки, сприйняття, мрійливості. Настрій, за якого всі зовнішні враження діють переважно на почуття, а не на розум і думки. Це схильність, емоційно-ціннісна орієнтація на прояв таких почуттів як: захопленість, розчулення і співпереживання з приводу, який не викликає сильної емоційної реакції в оточуючих. В крайньому прояву — сльозливість, надмірна і притаманна чуттєвість.
Сентиментальність може бути вибірною, наприклад, спрямованою на тварин, але не на людей. Вона може й поєднуватися з цинізмом чи агресивністю. Близькою, але відмінною від сентиментальності, якістю особистості може бути назване співчуття.

## Обвинувачення в сентиментальності
Сентиментальність частіше за все розглядається[ким?] як негативна якість, обвинувачення в сентиментальності нерідкі в літературній і суспільно-політичній критиці. Приклади:
- Енгельс про німецьку робочу поезію: «Слабкодухість і дурість, жіноча сентиментальність, жалюгідне прозаїчно-тверезе дрібнобуржуазне філістерство — такі ті музи, які надихають цю ліру…»[1].